# نيكولا جاي سيرف
نيكولا جاي سيرف هو فيزيائي بلجيكي، ولد في 2 مارس 1965.

## وصلات خارجية
- الموقع الرسمي